# Kusen
Das Kusen (von Ku „Mund“ und sen „Unterweisung“) ist die Unterweisung des Meisters an die Schüler während des Zazen in der Soto Zen Tradition. Ein Kusen kann aus sehr einfachen, aber für die Zazen Praxis sehr wichtigen Sätzen bestehen wie z. B. Erinnerungen an die Körper- und Geisteshaltung: „Zieht das Kinn zurück“, „streckt die Wirbelsäule“, „folgt nicht euren Gedanken“ u. Ä. Die Unterweisung kann aber auch sehr tiefgründig sein, z. B. Kommentare zu Texten und Gedichten von alten Zen-Meistern. Bei den Unterweisungen geht es nicht um ein rein logisch-rationales Verstehen, sondern um ein ganzheitlich-intuitives Erfassen der Unterweisung.